# Louis Betbeder-Matibet
Louis Betbeder-Matibet (Orleans, 29 d'agost de 1901 - 5 de maig de 1986) fou un jugador i àrbitre d'escacs francès. Va obtenir el títol d'Àrbitre Internacional el 1967.

## Resultats destacats en competició
Fou dos cops subcampió del Campionat d'escacs de França, els anys 1928 i 1946.

### Participació en olimpíades
Betbeder va representar França en set Olimpíades d'escacs (1927, 1928, 1930, 1931, 1933, 1935, i 1936), i va guanyar una medalla d'argent individual a la V Olimpíada a Folkestone 1933.